# Screaming Bloody Murder (singolo)
Screaming Bloody Murder è un singolo del gruppo musicale canadese Sum 41, il secondo estratto dal loro omonimo quinto album in studio, pubblicato il 7 febbraio 2011.
Il brano è stato scritto da Tom Thacker e Deryck Whibley e prodotto da quest'ultimo.

## Video musicale
Il video, diretto dal batterista della band Steve Jocz, è stato girato al Roxy Theatre a Los Angeles, il 3 aprile 2011. Tuttavia, per alcune incomprensioni tra l'etichetta cui sono sotto contratto i Sum 41, nel luglio 2011 è stato annunciato che il video non verrà pubblicato.

## Tracce
1. Screaming Bloody Murder – 3:26

## Classifiche
| Classifica (2011)         | Posizione massima |
| ------------------------- | ----------------- |
| Canada                    | 72                |
| Stati Uniti (alternative) | 37                |